# 菲米河

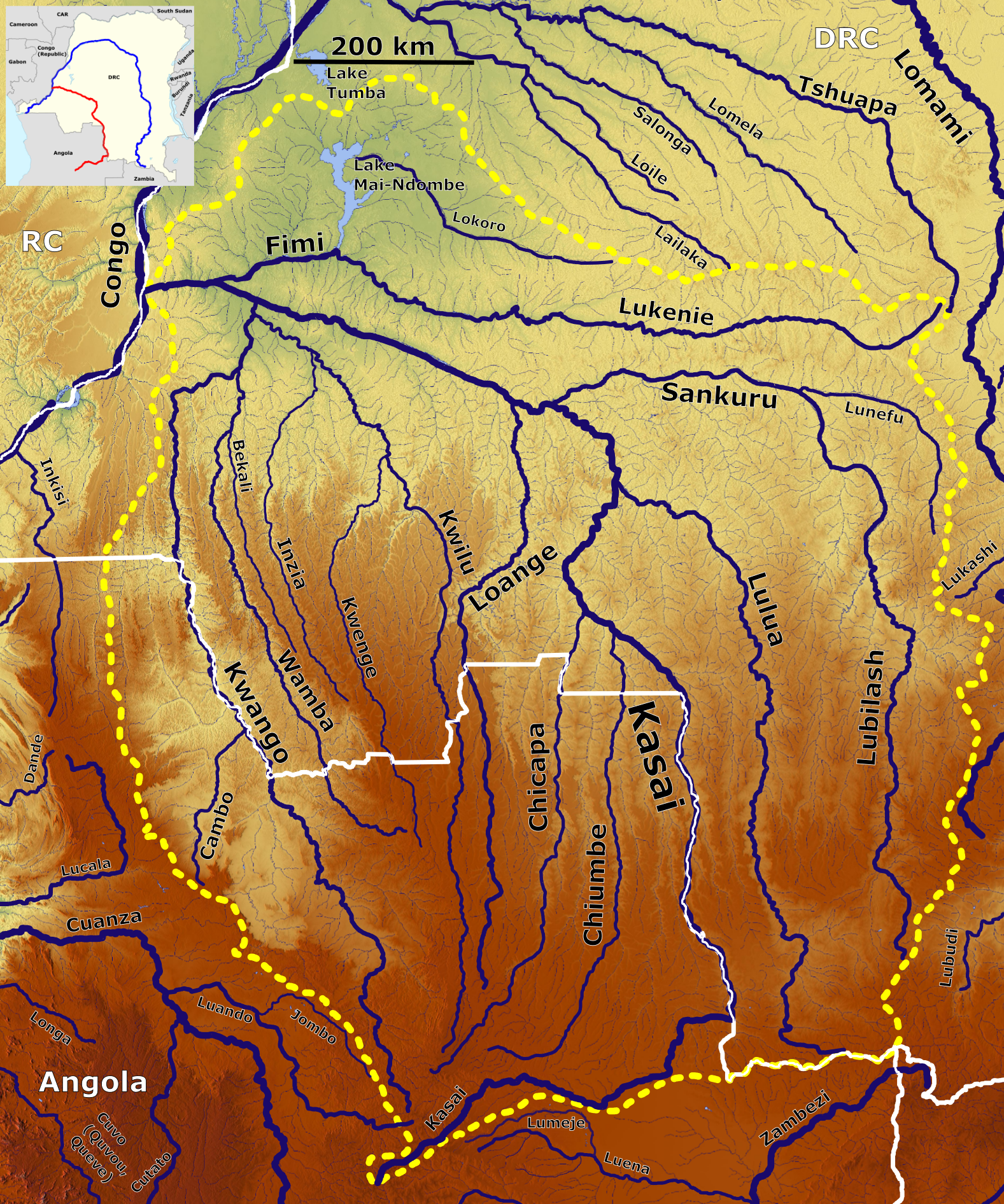
刚果河卡萨伊流域，图示Fimi即为菲米河

菲米河是剛果民主共和國的河流，從發源地馬伊恩東貝湖流經開賽河，最後注入剛果河。菲米河其中一條支流盧凱尼河可讓駁船從下游一直駛至科萊。